# Шабурово (Свердловская область)
Шабурово — село в Гаринском городском округе Свердловской области России. Автомобильное сообщение с селом отсутствует.

## Географическое положение
Шабурово расположено в 27 километрах к северо-северо-западу от посёлка Гари, на левом берегу реки Лозьвы (левого притока реки Тавды). Автомобильное сообщение с селом отсутствует, имеется только водное сообщение по рекам Сосьве и Лозьве.

## Знаменская церковь
В 1883 году была построена деревянная однопрестольная церковь, которая была освящена в честь иконы Пресвятой Богородицы «Знамение». Церковь была закрыта в 1930-е года, а советские время снесена. 

## Население
| 2002 | 2010 | 2021 |
| ---- | ---- | ---- |
| 100  | ↘21  | ↘8   |